# Tel Drum
Tel Drum Teleorman este o companie de construcții din România.
Compania este controlată de Mugurel Sorin Gheorghieș și Liviu Lucian Dobrescu care dețin împreună 88% din acțiuni, urmați de Marian Fiscuci cu 10 procente.
Cifra de afaceri în 2006: 142 milioane lei

## Controverse
Despre Tel Drum s-a vehiculat în numeroase rânduri că ar fi, de fapt, controlată de Liviu Dragnea, care i-a încredințat numeroase contracte cu statul pe vremea când era președinte al Consiliului Județean Teleorman.
În februarie 2015 Curtea de Conturi a descoperit că Primăria Zâmbreasca a plătit aproape 400.000 de lei către Tel Drum pentru lucrări neefectuate.
In ianuarie 2018 DNA extinde urmărirea penală pentru Tel Drum, pentru săvârșirea infracțiunilor de constituirea unui grup infracțional organizat, evaziune fiscală în formă continuată și complicitate la două infracțiuni de abuz în serviciu cu obținere de foloase necuvenite pentru sine sau altul. 
După plecarea de la guvernare a lui Liviu Dragnea, Tel Drum a continuat să facă afaceri prin interpuși. O serie din firmele care lucrau cu Tel Drum în timpul guvernării PSD au continuat afacerile cu statul și în guvernarea PNL. 